# Holthuizen (Montferland)
Holthuizen is een woonkern in de Nederlandse provincie Gelderland, in het gebied de Liemers. Het is thans onderdeel van de gemeente Montferland, en ligt in het deel van de voormalige gemeente Didam.
Hoofdplaats: Didam      Stad: 's-Heerenberg

Dorpen: Azewijn · Beek · Braamt · Kilder · Lengel · Loerbeek · Loil · Nieuw-Dijk · Stokkum · Zeddam

Buurtschappen: Friesland · Greffelkamp · Heide · Holthuizen · Klein-Azewijn · Oud-Dijk (deels) · Vethuizen · Vinkwijk · Wijnbergen

Voormalige gemeenten: Bergh · Didam

Gelderland: Steden en dorpen in Gelderland      Nederland: Provincies · Gemeenten